# Caxararis

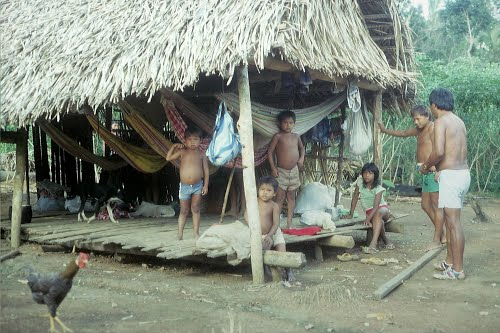

Os kaxararis são um grupo indígena que habita a região que se estende do extremo noroeste do estado brasileiro de Rondônia ao extremo sul do Amazonas, mais precisamente na Área Indígena Kaxarari.
Os índios Kaxarari habitam a Região Norte do Brasil, na fronteira com a Bolívia. Sua terra localiza-se em uma área de lítigio entre três estados brasileiros dessa região fronteiriça, Acre, Rondônia e Amazonas, próxima à BR-364, na altura do km 42. O grupo de aproximadamente 200 pessoas encontra-se dividido em três aldeias - Bueira, Pedreira e Paxiúba-, outros dispersos nos centros urbanos próximos e mesmo às margens da citada BR.
A língua falada pelos Kaxarari pertence à família linguística Pano, mas após a intensificação do contato com os não-índios, a língua materna foi sendo substituída pelo português.
Os Kaxarari dividem a sua história do contato com os não-índios em três momentos: tempo das correrias; tempo do cativeiro e tempo dos direitos. Já o processo de legalização da Terra Indígena Kaxarari teve início nos anos 1970 e terminou em 1991. Nesse período os Kaxarari sofreram com invasões, epdemias e ameaças, fazendo com que o tempo dos direitos ainda não tenha sido efetivado para esse povo.